# Sally Buzbee
Sally Streff Buzbee (Walla Walla, Washington, 7 de junio de 1965 ) es una periodista y editora estadounidense. En mayo de 2021 fue nombrada directora editorial del The Washington Post que asumió a partir del 1 de junio convirtiéndose en la primera mujer al frente del periódico tras 144 años de historia. Ha desarrollado su carrera profesional en la agencia Associated Press de la cual desde 2017 era editora ejecutiva y vicepresidenta.

## Biografía
Sally Streff nació en Walla Walla, Washington. Es una de los cuatro hijos de Eldyn y Monica Streeff. Sally tiene dos hermanas y un hermano. La familia vivió en While Street y Olympia Drive. Estudio la escuela elemental en Green Park. Vivió en el Área de la Bahía y los suburbios de Dallas antes de graduarse de la escuela secundaria en Olathe, Kansas. Obtuvo una licenciatura de la Universidad de Kansas en 1988 año en el que empezó a trabajar en la agencia Associated Press en este estado. Tiene un máster MBA de la Universidad de Georgetown . 
Tras la oficina de AP en Kansas trabajó en Los Ángeles, San Diego y Washington donde fue la número dos de la oficina.
En la década de 1990 fue subdirectora de la oficina de noticias de AP dirigiendo la cobertura de noticias y supervisando los asuntos exteriores y la seguridad nacional. 
De 2010 a 2016 fue jefa de la oficina de Associated Press en Washington D. Q>C y estuvo a cargo de la cobertura de las elecciones presidenciales de 2012 y 2016, así como del Congreso, la Casa Blanca y agencias federales. En 2017 fue nombrada directora ejecutiva y vicepresidenta de AP con una plantilla de 2.800 periodistas.
Cuando Buzbee fue nombrada en mayo de 2021 editora ejecutiva de The Washington Post puesto que asumirá el 1 de junio de 2021 siendo la primera mujer en ser editora en jefe de este periódico en la historia. Sustituye a Martin Baron que se jubiló en febrero tras ocho años al frente del periódico. En 2013 Jeff Bezos fundador de Amazon compró el periódico a la familia Graham y el de Buzbee es el primer fichaje del nuevo periodo. La redacción del periódico tiene una plantilla de un millar de periodistas y más de tres millones de suscripciones digitales.

## Vida personal
Sally Streff estuvo casada durante 27 años con John Buzbee quien falleció el 15 de septiembre de 2016 a los 50 años a causa de un cáncer de colon. John Buzbee, ex oficial del Servicio Exterior, sirvió en Irak tras el derrocamiento de Saddam Hussein. También era periodista, había comenzado su carrera en su Kansas City natal y luego trabajó en Associated Press, donde su esposa era jefa de la oficina de Washington. Tuvieron dos hijas, Emma y Margaret.